# Abbaye d'Emmaüs
Pour les articles homonymes, voir Emmaüs.
L'abbaye d’Emmaüs (en tchèque Emauzský klášter), dans la Nouvelle Ville de Prague, est une abbaye de l'ordre de Saint-Benoît. Les clochers de son église abbatiale sont un hommage rendu par l'architecture moderne à la « ville aux cent clochers ». Cette abbaye fait partie de la congrégation slave au sein de la confédération bénédictine.

## Histoire

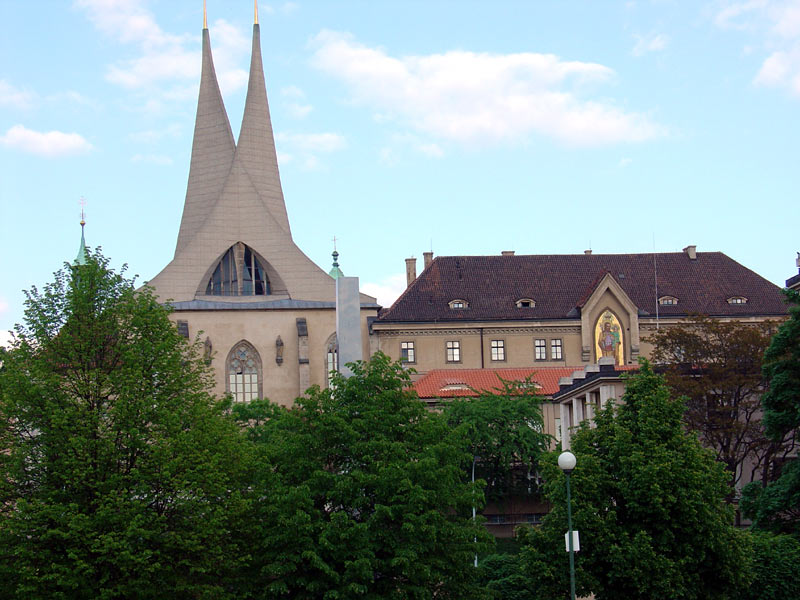
Le cloître d’Emmaüs vu depuis la Vltava.

L'abbaye d'Emmaüs, encore appelée le monastère bénédictin de l'église Notre-Dame et des Saints-Patrons-Slaves surnommé Na Slovanech, « chez les [moines] slaves » ou d'Emmaüs, est fondée le 21 novembre 1347 par le roi de Bohême et empereur du Saint Empire Charles IV et l'ordre des moines bénédictins slavons.
Charles IV fonde le monastère et l'église attenante sur la base de privilèges accordés par le pape Clément IV le 9 mai 1346. L'église est vouée à Marie de Nazareth, à saint Jérôme de Stridon, aux saints apôtres des Slaves, Cyrille et Méthode et aux saints tchèques, Adalbert de Prague et Procope de Sázava. Elle est consacrée le 29 mars, le jour de Pâques de l'an 1372 par le premier archevêque de Prague, Jan Očko, en présence de l'empereur, de deux Princes-Électeurs, de plusieurs évêques et du prince héritier, le futur Venceslas Ier.
Charles IV, prince allemand par son père et tchèque par sa mère, tente ici une œuvre œcuménique au cœur de l'Europe, à la frontière entre les mondes slave et germain, catholique et orthodoxe. Il décide de rétablir la liturgie en vieux slave créée par Cyrille et Méthode et de fonder un centre spirituel pour éduquer et proférer la foi catholique dans le monde slave en utilisant cette langue d'église qu'est le vieux slave. Pour ce faire, il fait appel aux moines bénédictins issus de l'actuelle Croatie, les glagolites, spécialistes de l'alphabet glagolitique.
Durant les croisades contre les Hussites qui mettent le pays à feu et à sang, le monastère est relativement épargné. L’Église hussite professe un protestantisme avant l'heure, se révolte contre la pratique des indulgences et prône un retour aux sources liturgiques (d'où la relative mansuétude à l'égard d'un monastère certes bénédictin mais en quelque sorte « pré-schismatique )» et œcuménique. Le monastère, sous influence hussite, adopte en 1419 le principe de la communion sous les deux espèces, et la pratiquera jusqu'en 1589.
En 1611, Rodolphe II fait appel à l’archiduc d'Autriche, Léopold de Habsbourg, pour barrer le chemin de l’Empire à son frère Matthias. Léopold marche sur Prague où il se heurte à Matthias, fait que les annales tchèques appellent l'invasion des armées de Passau (vpád pasovských vojsk), armée dont les soldats mettent à sac le monastère.
Benoît Peñalosa, confesseur de l’épouse de l’empereur Ferdinand III du Saint-Empire, obtint pour les quelques moines tchèques encore présents, l’autorisation de quitter Emmaüs. Lorsqu’ils se retirent, en 1636, à Saint-Nicolas-de-la-Vieille-Ville, Peñalosa lui-même est installé comme abbé du monastère d’Emmaüs avec des moines bénédictins espagnols venus du monastère catalan de Montserrat. Commence alors une nouvelle période d’épanouissement. Parmi les abbés "espagnols“, l’abbé Juan Caramuel y Lobkowitz (1647—1657) se distingue par son activité scientifique.
Ces bénédictins espagnols y restent jusqu'en 1880 quand ils sont remplacés par ceux du monastère allemand de Saint-Martin, expulsés de leur base à Beuron à la suite du Kulturkampf. Ce sont eux qui réalisent un riche décor peint selon les principes artistiques de l'école de Beuron.
Avec l'indépendance de la Tchécoslovaquie, en 1918, les ordres monastiques allemands sont expulsés. Les moines se replient alors à l'abbaye de Grüssau en Basse-Silésie allemande et un autre groupe à l'abbaye de Neresheim pour sa seconde fondation. En 1919, l'abbaye d'Emmaüs héberge le conservatoire de musique de la ville de Prague. Un an plus tard, cependant, quelques moines bénédictins de Beuron reviennent y célébrer de nouveau la liturgie glagolitique.
La Gestapo expulse les moines en 1942 pour transformer les bâtiments en hôpital militaire. Le 14 février 1945, un bombardement allié a détruit une partie importante de l'église et ses tours. La reconstruction est entreprise dans les années 1950. Ensuite après le coup de Prague et la prise du pouvoir par le parti communiste tchécoslovaque, le monastère est nationalisé. Les moines partent alors pour l'Italie et les bâtiments sont occupés par l'Académie tchécoslovaque des sciences.
Le monastère bénédictin est de nouveau fondé en 1992, après la Révolution de Velours.